# Храм Рождества Богородицы (Никольское-Трубецкое)
Церковь Рождества Пресвятой Богородицы — приходской храм Балашихинской епархии Русской православной церкви в селе Никольском-Трубецком Московской области (с июня 2003 года село включено в черту города Балашихи). Является объектом культурного наследия регионального значения.

## История
По документам, первое упоминание деревянной однопрестольной Никольской церкви относится ко второй половине XVII столетия, когда храм назывался «новопостроенным» (1678). Последняя деревянная церковь, простоявшая до постройки нового каменного храма, была возведена в 1790 году.
Каменная церковь была построена в 1858—1862 годах по проекту архитектора Владислава Грудзина. В 1877 году росписью интерьера, а также созданием внутреннего и внешнего декора занимался художник и иконописец Яков Епанечников. Церковь строилась на средства фабрикантов Николая Каулина и Давида Хлудова, владевших ткацкими фабриками, а также на пожертвования прочих прихожан. Многолетним ктитором храма был председатель правления Балашихинской мануфактуры (ныне Балашихинская хлопкопрядильная фабрика) Павел Шелапутин, на его средства церковь была обновлена в 1890-х гг. По окончании строительства церкви Рождества Пресвятой Богородицы по благословению митрополита Филарета храм освятил преосвященный Леонид (Краснопевков), епископ Дмитровский.
В храме имелись два придела: во имя святителя Николая и святых первоверховных апостолов Петра и Павла. На месте разобранной старой церкви, на территории сельского кладбища, возвели деревянную часовню Святителя Николая. В 1890-х гг. при церкви были построены три дома причта: дома священника, диакона и псаломщика. В 1897 году на средства Балашихинской мануфактуры была построена церковно-приходская школа. После Октябрьской революции церковь пережила конфискации: в 1918 году национализированы дома причта, церковно-приходская школа стала советской школой 1-й ступени. В 1922 году изъяты церковные ценности. Однако весь советский период церковь не закрывалась. В 1920-е годы храм перешёл в ведение обновленцев, где оставался до 1940-х гг., а в годы Великой Отечественной войны храм вернули Русской православной церкви.
На памятной доске, сохранившейся на стене церкви, указано:

Заложена сия церковь во имя Рождества Божия Матери с престолами Святых Апостолов Петра и Павла и Святителя Чудотворца Николая в 1858 г. июля 20 дня в царствование Императора Александра Николаевича и Митрополита Московского и Коломенского Филарета, старанием священника Дмитрия Николаевича Малинина и старосты церковного московского купеческого сына Александра Илларионовича Горшкова.

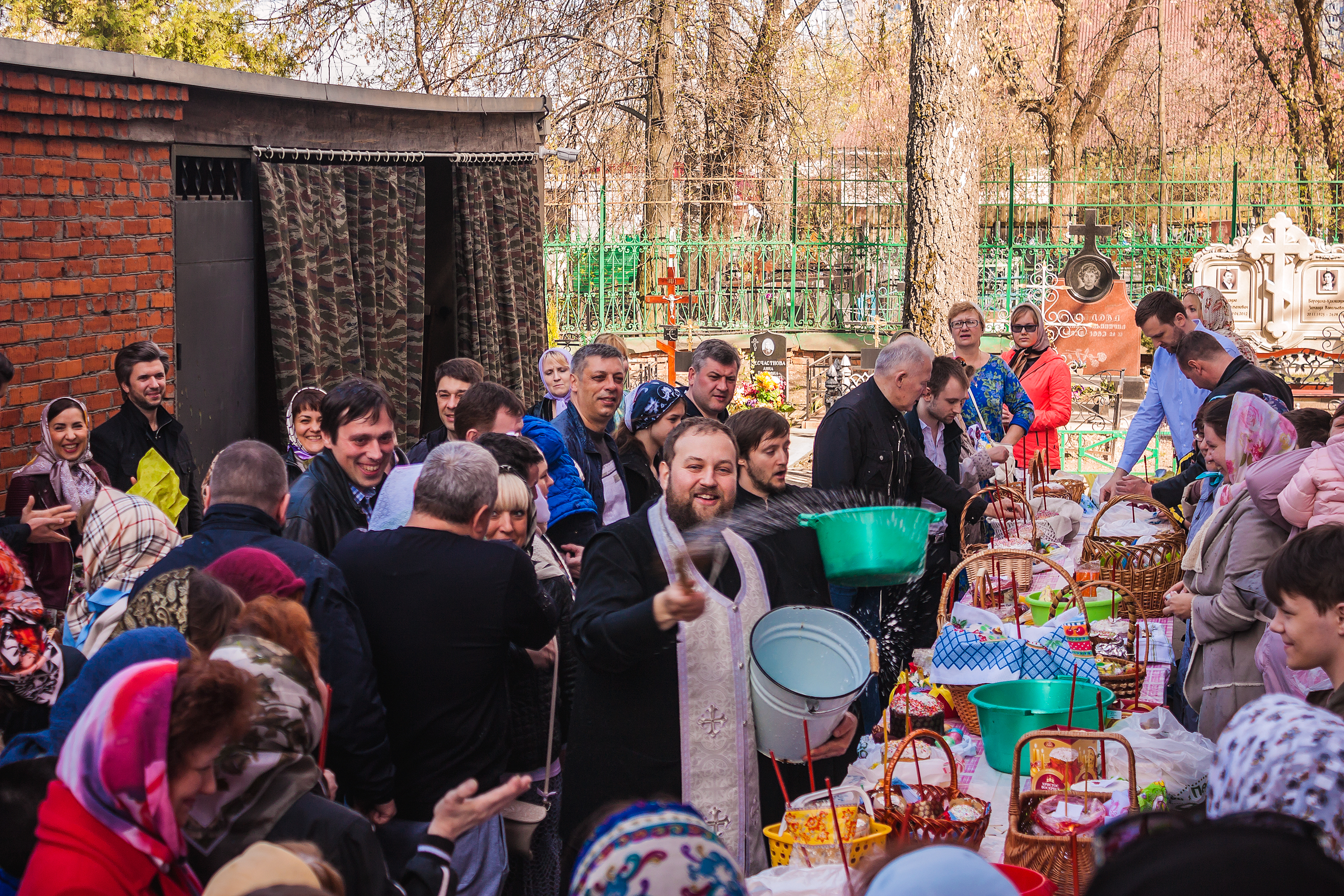
Празднование Воскресения Христова. Церковь Рождества Пресвятой Богородицы в селе Никольском-Трубецком 30 апреля 2016

## Архитектура
Церковь построена в эклектической архитектуре с элементами русского стиля. Основной объём — двусветный четверик с единственной главкой на барабане — соединяется через притвор с небольшой шатровой колокольней. Алтарь храма трёхчастный, пониженный относительно основного четверика. Четверик ориентирован поперечно, перекрыт тремя парусными сводами, что необычно для подобных церквей и представляет собой модификацию схемы, типичной для подобных церквей XIX века, в которых размещали трапезную с двумя приделами.
Фасады церкви строгие, геометричные, с побеленными деталями. Декор не имеет выраженных черт определённого стиля, только членение фасадов карнизами соответствует ордерному принципу.

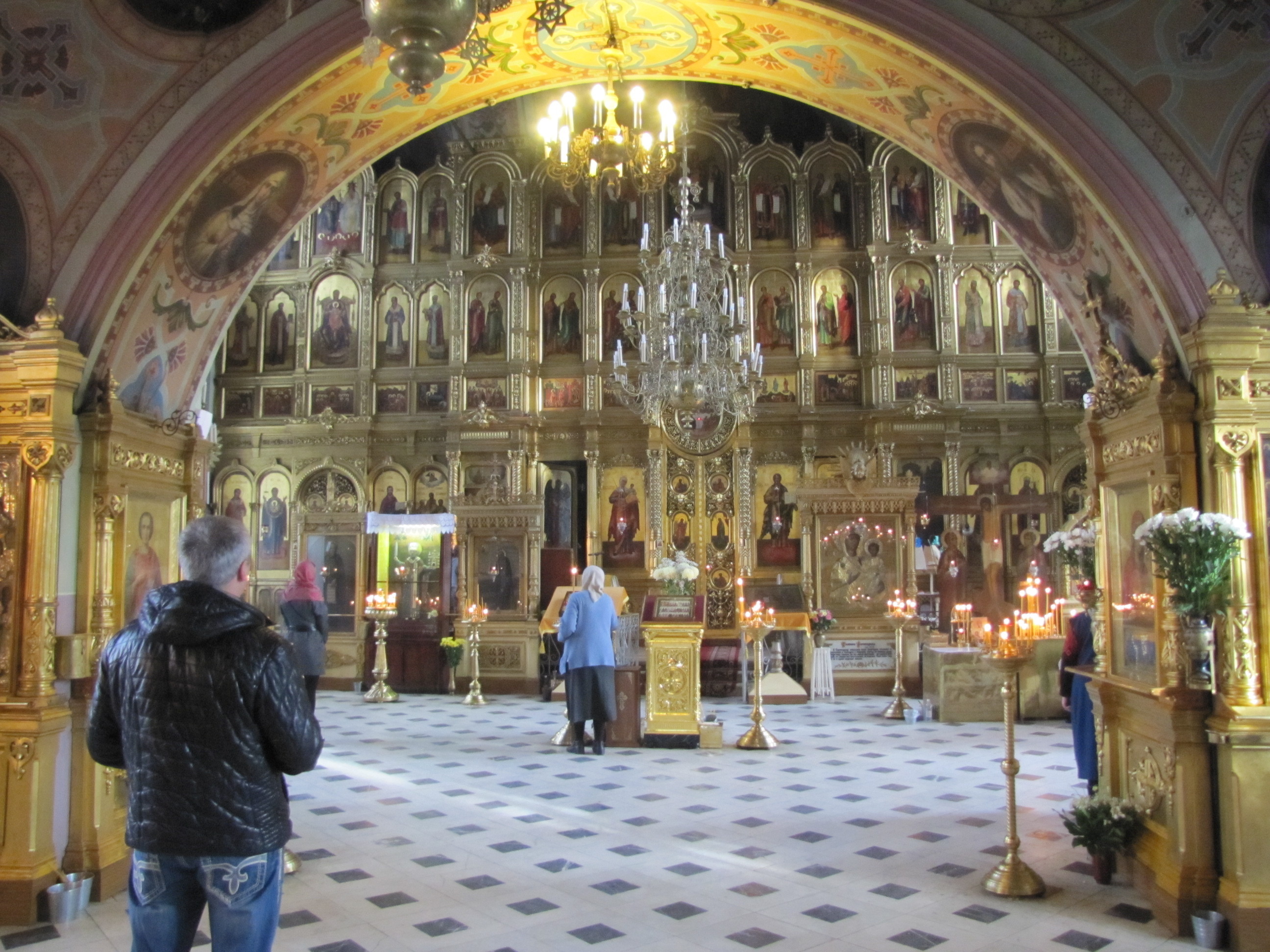
Интерьер церкви

В интерьере церкви сохранились три поставленных в ряд иконостаса, утварь и паникадила 1860-х гг. В иконостасах использованы черты классицизма и русского стиля. Они выполнены из дерева, позолочены, частично с накладной резьбой. Роспись стен и сводов храма авторства Я. Е. Епанчикова 1877 года поновлена в 1960-х гг. Полы в церкви бетонные с добавлением мраморной крошки, на них имеются мозаичные композиции.